# Sukeshige och Terute

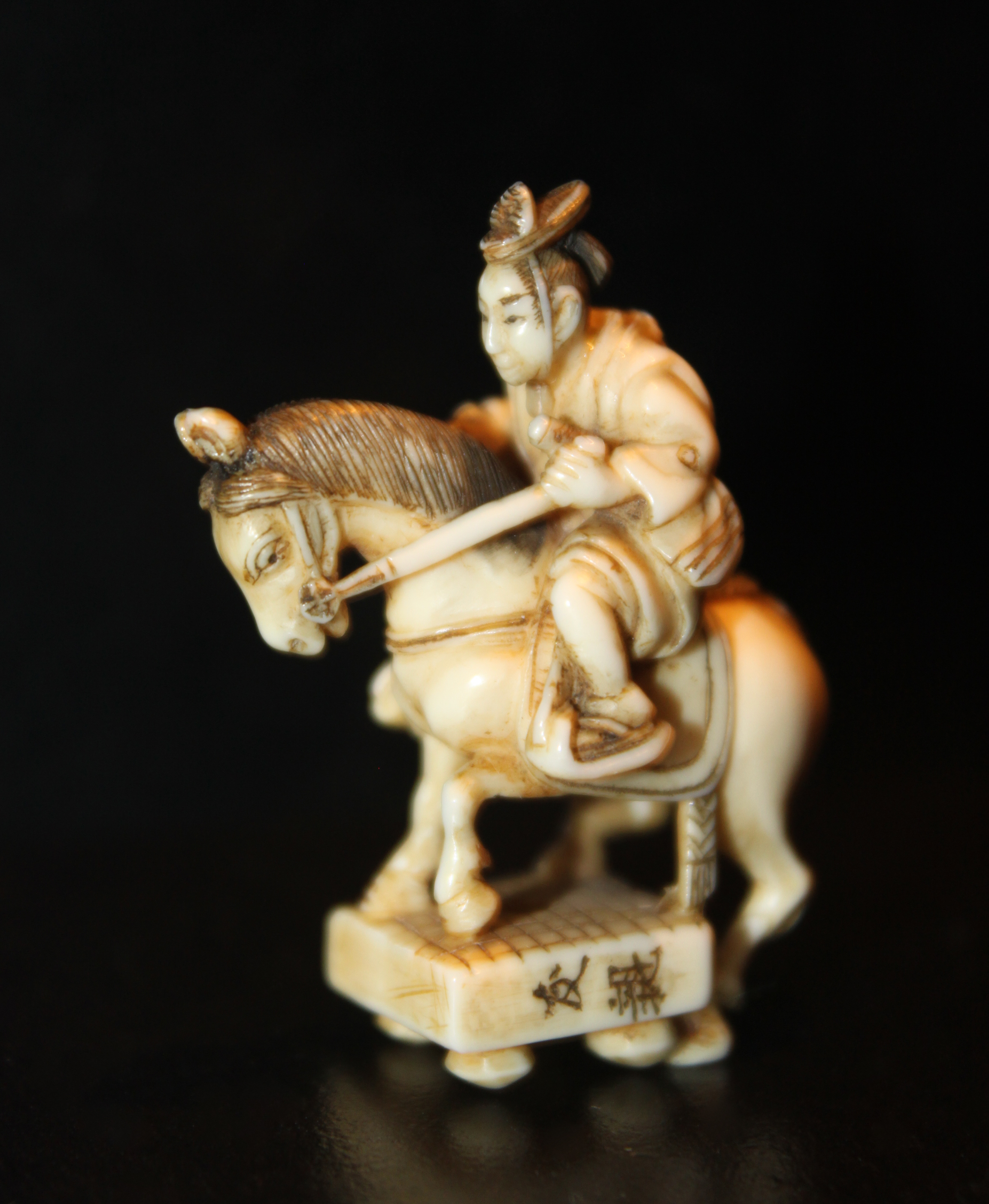
Maskförsedd skådespelare till häst utför Oguri Hangans prov på ett go-bräde. Netsuke från 1840-talet, signerad Tomochika ur Östasiatiska museets samlingar.

Sukeshige och Terute är en känd legend från Japan som förknippas med samurajen Oguri Hangan (1398-1464). Denne hade en kärleksaffär med prinsessan Terute, vars familj motsatte sig hennes giftermål med Oguri och sammansvärjde sig att döda Oguri. De bad därför Oguri rida in en vildhäst. Eftersom han var väl insatt i ridkonst, lyckades han både sitta kvar och få den att utföra konster som att stå på ett go-bräde med alla fyra hovarna ihop och att kliva upp på en stege. Han gifte sig med prinsessan och både Oguri Hangan och Terute kom att bli hjältar i många kabuki- och bunrakupjäser.
Berättelsen inträffar under Ōeieran (1394–1428) av Muromachiperioden, när Ashikaga Yoshimochi var dess fjärde och sjätte shogun. Denne överlät makten till sin 18-årige son Yoshikazu, som regerade knappt två år i mellantiden, men dog av alkoholförgiftning innan han fyllt 20, vilket rapporterats av samurajen Oguri Hangan ichidaiki; Yoshikazu's död påskyndades av ett liv i långt gången dryckenskap.